# Mysmenopsis capac
Mysmenopsis capac là một loài nhện trong họ Mysmenidae.
Loài này thuộc chi Mysmenopsis. Mysmenopsis capac được L. Baert miêu tả năm 1990.